# Саратовское водохранилище
Саратовское водохранилище — крупное водохранилище на реке Волге, образованное плотиной Саратовской ГЭС имени Ленинского Комсомола на территории Саратовской, Самарской и Ульяновской областей России. Заполнение происходило в 1967—1968 годах.
Правый берег водохранилища расположен в лесостепи, левый — в степи.
На берегах водохранилища расположены города Самара, Чапаевск, Сызрань, Хвалынск, Балаково, а также множество более мелких населённых пунктов.
С левого берега в водохранилище впадают реки Сок, Самара, Чапаевка, Чагра, Малый Иргиз. Имеются несколько точечных источников загрязнения в районах сброса сточных вод городов Жигулёвска, Тольятти, Самары, Сызрани, Балаково.

## Основные характеристики
- Площадь водохранилища (при нормальном подпорном уровне) — 1831 км².
- Объём — 12,9 км³.
- Длина — 341 км[2].
- Ширина — 0,8-12 км[2].
- Средняя глубина — 8 м[2].
- Максимальная глубина — 28 м[2].
- Проточность — 0,27-0,56 м/сек[3].
- Водообмен — 19 раз в год[3].

## Хозяйственное назначение

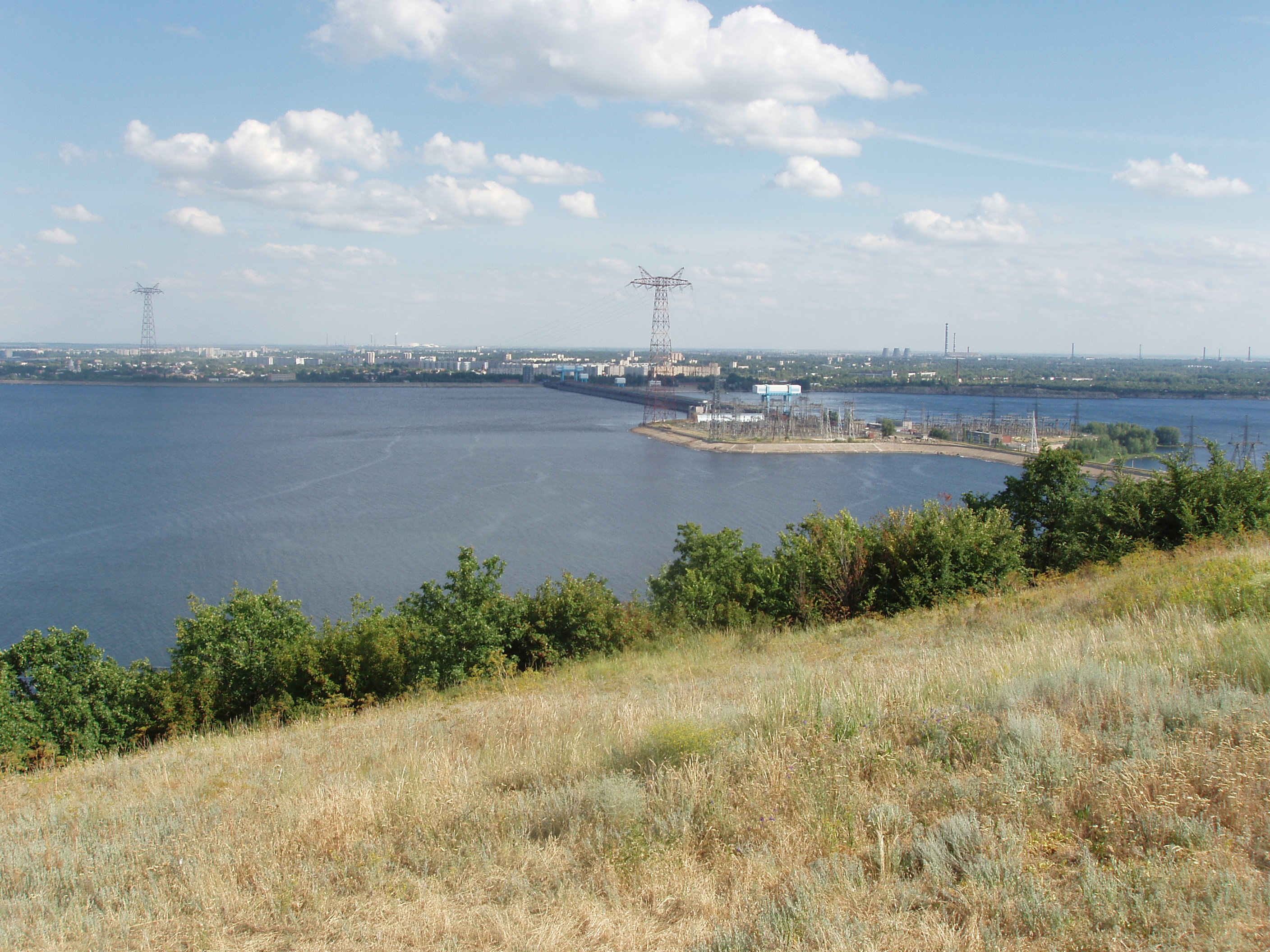
Саратовское водохранилище у плотины (ГЭС). На левом берегу расположен г. Балаково

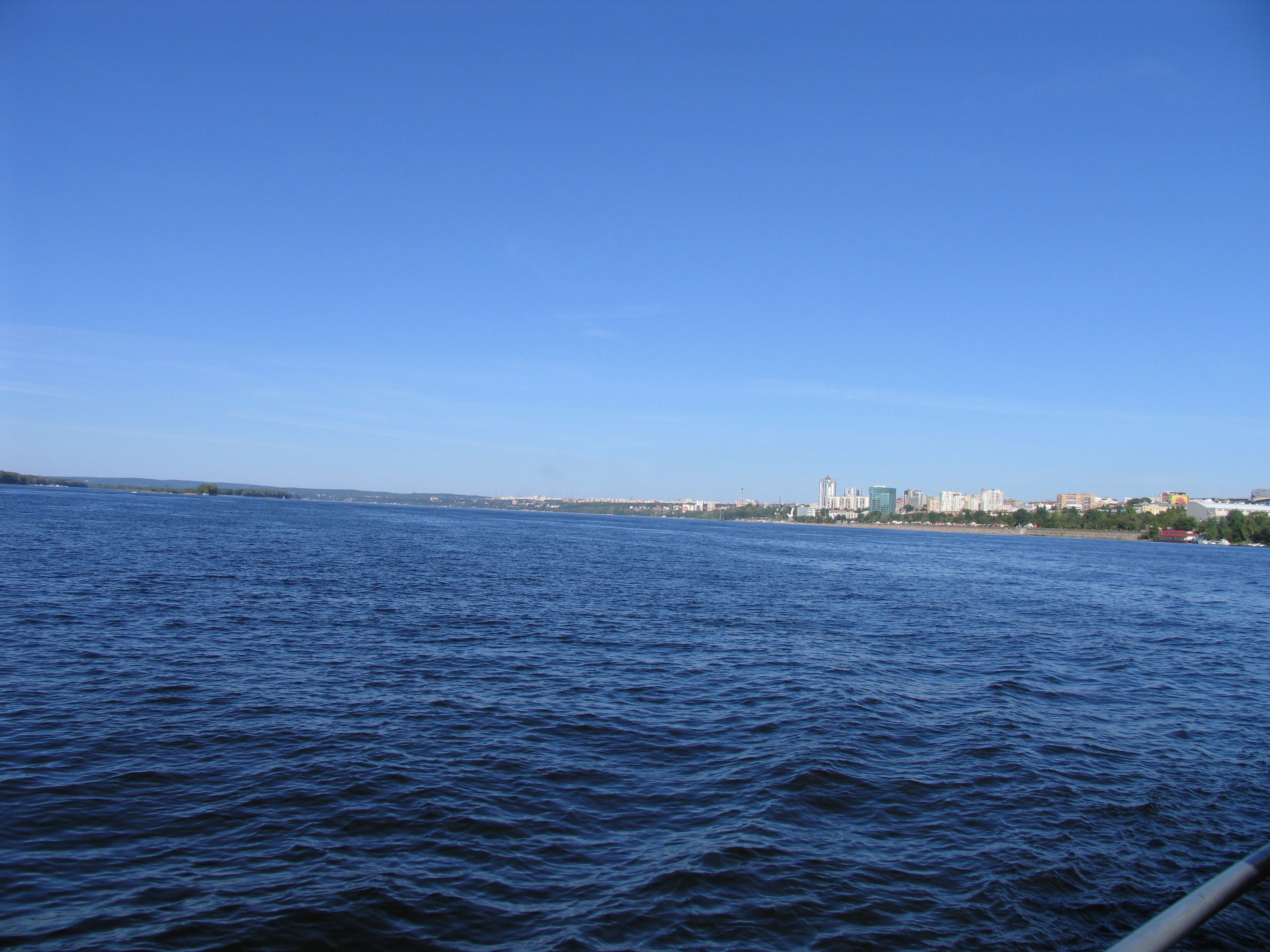
На левом берегу водохранилища расположен и г. Самара

Водохранилище осуществляет суточное и недельное регулирование стока Волги и её притоков; уровень колеблется в пределах 0,5-1 м.
Водохранилище создано для целей энергетики и водного транспорта, используется для промышленного и коммунального водоснабжения, орошения и рыболовства (здесь водятся лещ, судак, щука, сазан и др.). Как и другие водохранилища на Волге, Саратовское имеет негативные последствия для миграции рыб (осетровых), а также накопления экологически вредных продуктов жизнедеятельности человека.